# نعار
النَّعّار أو النُّغَر الشَّامِيّ أو النُّغَر السُّورِيّ (الاسم العلمي: Serinus syriacus) (بالإنجليزية: Syrian Serin)‏ هو طائر ينتمي إلى فصيلة الشرشوريات.